# Philodromus vinokurovi
Philodromus vinokurovi är en spindelart som beskrevs av Yuri M. Marusik 1991. Philodromus vinokurovi ingår i släktet Philodromus och familjen snabblöparspindlar. Inga underarter finns listade i Catalogue of Life.